# Sjarhej Karnilenka
Sjarhej Karnilenka (belarussisch Сяргей Карніленка, russisch Сергей Корниленко/Sergei Kornilenko; * 14. Juni 1983 in Witebsk) ist ein ehemaliger belarussischer Fußballspieler.

## Karriere

### Verein
Der Stürmer begann seine Karriere in seiner Geburtsstadt beim FK Lokomotive 96 Wizebsk. 2001 ging er in die Hauptstadt zum belarussischen Topverein FK Dinamo Minsk. Von 2004 bis 2008 war Karnilenka in der ukrainischen Premjer-Liha für Dynamo Kiew und Dnipro Dnipropetrowsk aktiv. 2008 wechselte er in die russische Premjer-Liga zu Tom Tomsk. 2009 wurde Karnilenka von Zenit Sankt Petersburg unter Vertrag genommen. 2010 und 2011 wurde er verliehen. Danach folgte der Wechsel zu Krylja Sowetow Samara. 

### Nationalmannschaft
2012 nahm Karnilenka mit der U-23-Mannschaft an den Olympischen Spielen 2012 teil. Er kam in jedem belarussischen Spiel zum Einsatz.